# Альдохин, Юрий Николаевич
Ю́рий Никола́евич Альдо́хин (21 августа 1937, Москва — 6 августа 2023, там же) — советский и российский кинорежиссёр, оператор и сценарист. Заслуженный деятель искусств Российской Федерации (1998).

## Биография
Родился в Басманном районе Москвы в семье советских служащих. Отец — Николай, выпускник Московского Нефтяного института, член ВКП(б), мать — Антонина, окончила Нефтяной техникум в Грозном.
 С 1955 по 1960 год обучался на операторском факультете ВГИКа (курс Б. И. Волчека). По окончании устроился оператором на студию «Моснаучфильм» и в числе других кинематографистов был откомандирован в Африку — наступал расцвет советской африканистики.
С подачи режиссёра и ведущего «Клуба кинопутешествий» В. А. Шнейдерова скоро стал также режиссёром и сценаристом многих своих картин. В 1962—1963 годах снимал в Туве, базируясь на Иркутской студии кинохроники.
Автор сюжетов для кинопериодики: «Хочу всё знать» и другой. С советско-индийской кинотрилогией «Неру» (1984) участвовал в XVIII Всесоюзном кинофестивале в Минске, где картина была названа лучшей.
Является автором фильмов-очерков о многих деятелях советского балета. Съёмки Ю. Альдохина со спектаклей и репетиций Ю. Григоровича в Москве, Париже и Лондоне многократно использовались в самых разных передачах о балете.
С 1990 года — художественный руководитель студии «Возрождение» ВПТО «Видеофильм».
Автор идеи книги о Ж. Брассенсе, в предисловии которой поделился о встречах и беседах с шансонье во время съёмок фильма «Франция, песня» в Париже в 1967 году.
Член Союза кинематографистов СССР (Москва), Союза кинематографистов России, Гильдии режиссёров СК России.
Скончался 6 августа 2023 года в Москве. Похоронен на Пущинском городском кладбище в деревне Присады.

## Фильмография
Режиссёр
- 1960 — Гибралтар (совместно с М. Ардабьевским)
- 1961 — Наследники великого Мали
- 1962 — Жозеф Мартен
- 1962 — Остров Горэ[13]
- 1963 — 500 километров (совместно с М. Колесниковым)
- 1963 — Там, за Саянами
- 1965 — Размышления о балете
- 1966 — Власть музыки
- 1966 — Сочинение танцев. 1 часть
- 1967 — Сочинение танцев. 2 часть
- 1968 — Сочинение танцев. 3 часть
- 1969 — Франция, песня[14]
- 1970 — Сочинение танцев. 4 часть
- 1970 — Юрий Григорович
- 1971 — Скрябиниана (фильм 1, фильм 2)
- 1972 — Мир танца[15]
- 1973 — Конкурс[16]
- 1974 — Большой балет и Япония[17]
- 1974 — Надежда Павлова[18]
- 1978 — На уроках Арама Ильича Хачатуряна. (Урок первый)
- 1978 — Следовать — глупо, отставать — смешно (в киноальманахе «Горизонт» № 18)[19]
- 1979 — Слушайте все![20]
- 1979 — Арам Хачатурян[21]
- 1980 — Воспоминания о Нижинском
- 1980 — Гюстав Курбе[22]
- 1981 — Ростислав Захаров[23]
- 1982 — Ренато Гуттузо
- 1982 — Софья Головкина[24]
- 1983 — Борьба. Фильм 2 (совместно с Ш. Бенегалом)
- 1984 — Неру. Фильм 1. «Становление» (совместно с Ш. Бенегалом)[25]
- 1984 — Неру. Фильм 2. «Борьба» (совместно с Ш. Бенегалом)[26]
- 1984 — Неру. Фильм 3. «Свобода» (совместно с Ш. Бенегалом)[27]
- 1985 — Бессмертная миниатюра
- 1987 — Балетмейстер Юрий Григорович[28]
- 1987 — Балет от первого лица (телевизионный)
- 1987 — Подвиг Карамзина
- 1988 — Яннис Рицос[29]
- 1990 — Хореографические образы Касьяна Голейзовского (телевизионный)
- 1991 — Откровения балетмейстера Фёдора Лопухова (телевизионный)
- 1992 — Балетный театр Бориса Эйфмана (рекламный фильм)
- 1992 — Великий Шаляпин (фильм 1)
- 1993 — Великий Шаляпин (фильм 2)
- 2008 — Бессмертнова
- 2012 — Юрий Григорович

Оператор
- 1960 — Гибралтар (совместно с М. Ардабьевским)
- 1960 — Рейс в Атлантику[30]
- 1961 — Наследники великого Мали
- 1962 — Остров Горэ
- 1963 — 500 километров (совместно с М. Колесниковым)
- 1963 — Там, за Саянами
- 1965 — Обожжённые солнцем
- 1965 — Размышления о балете
- 1966 — Власть музыки
- 1966 — Молодые художники
- 1966 — Сочинение танцев. 1 часть (совместно с Э. Уэцким)
- 1967 — Сочинение танцев. 2 часть (совместно с Э. Уэцким)
- 1968 — Водой не разольёшь (совместно с Э. Уэцким)
- 1968 — Сочинение танцев. 3 часть (совместно с Э. Уэцким)
- 1969 — Франция, песня
- 1970 — Сочинение танцев. 4 часть (совместно с Э. Уэцким)
- 1972 — Мир танца (совместно с Э. Уэцким при участии Н. Зотова)
- 1974 — Большой балет и Япония (совместно с Э. Уэцким)
- 1978 — Следовать — глупо, отставать — смешно (в киноальманахе «Горизонт» № 18)
- 1979 — Слушайте все! (совместно с Г. Чумаковым)
- 1980 — Воспоминания о Нижинском (совместно с Г. Чумаковым)
- 1985 — Бессмертная миниатюра
- 1992 — Балетный театр Бориса Эйфмана

### Сценарист
- 1960 — Гибралтар (совместно с М. Ардабьевским, Ю. Коровкиным)
- 1961 — Наследники великого Мали
- 1963 — 500 километров (совместно с М. Колесниковым)
- 1963 — Там, за Саянами (совместно с А. Гастевым)
- 1966 — Сочинение танцев. 1 часть (совместно с В. Сухаревичем)
- 1967 — Сочинение танцев. 2 часть (совместно с В. Сухаревичем)
- 1968 — Сочинение танцев. 3 часть (совместно с В. Сухаревичем)
- 1970 — Сочинение танцев. 4 часть (совместно с В. Сухаревичем)
- 1972 — Мир танца (совместно с Ю. Григоровичем)
- 1973 — Конкурс
- 1974 — Большой балет и Япония (совместно с Ю. Григоровичем)
- 1978 — На уроках Арама Ильича Хачатуряна. (Урок первый) (совместно с В. Коноваловой)
- 1979 — Арам Хачатурян (совместно с В. Коноваловой)
- 1980 — Воспоминания о Нижинском
- 1981 — Ростислав Захаров (совместно с В. Коноваловой)
- 1982 — Софья Головкина
- 1983 — Борьба. Фильм 2 (совместно с В. Зимяниным, А. Горевым, Ш. Бенегалом)
- 1984 — Неру. Фильм 1. «Становление» (совместно с В. Зимяниным, А. Горевым, Ш. Бенегалом)
- 1984 — Неру. Фильм 2. «Борьба» (совместно с В. Зимяниным, А. Горевым, Ш. Бенегалом)
- 1984 — Неру. Фильм 3. «Свобода» (совместно с В. Зимяниным, А. Горевым, Ш. Бенегалом)
- 1985 — Бессмертная миниатюра
- 1987 — Балетмейстер Юрий Григорович
- 1990 — Хореографические образы Касьяна Голейзовского (совместно с Л. Ждановым)
- 1991 — Откровения балетмейстера Фёдора Лопухова
- 1992 — Балетный театр Бориса Эйфмана
- 1992 — Великий Шаляпин (фильм 1) (совместно с А. Авдеенко, А. Гальпериным)
- 1993 — Великий Шаляпин (фильм 2) (совместно с А. Гальпериным при участии А. Авдеенко)
- 2008 — Бессмертнова
- 2012 — Юрий Григорович

## Критика
«Размышления о балете»

…фильм сделан без дикторского текста в том смысле слова, как мы привыкли его понимать, — текст звучит за экраном, почти не умолкая, перебивается музыкой, иными голосами — это размышляет вслух, комментирует, полемизирует сам то появляющийся перед нами, то уступающий место другим героям фильма Касьян Голейзовский. Вот эти размышления вслух и придают фильму удивительную непринужденность, свободу. Они становятся и выражением творческого манифеста Голейзовского.
— Наталья Чернова, «Искусство кино № 5 1967
«Сочинение танцев»

…зрителю показаны не спектакль со всеми его слагаемыми, а почерк хореографа и неповторимость танцевальной манеры исполнителя. От естественности перебросок от быта к поэзии и обратно, оттого, как свободно чувствуют себя перед камерой герои фильма, создаётся впечатление какой-то особой артистичной раскованности. И это, безусловно, одно из больших достижений. Здесь нет резонёрства. Есть стремление исподволь вникнуть в процесс рождения хореографического искусства и ненавязчиво, серьёзно объяснить его зрителям. <…> Ю. Альдохин позволяет надеяться на себя как на режиссёра, который сможет соединить в своем искусстве профессионализм работника кинематографа с профессиональным знанием хореографии. Это случай в нашем кино радостный и редкий.
— Наталья Чернова, «Искусство кино № 3 1968
«На уроках Арама Ильича Хачатуряна»

Учебное кино, о котором никто, кроме специалистов, всерьёз не говорит и о котором часто забывает большая критика, иногда ведёт себя откровеннее и смелее, чем обсуждаемое и освещаемое кино научно-популярное и художественное. <…> Это фильм особенный, непривычный и потому не всеми понятый. Его создатели — режиссёр Ю. Альдохин и сценарист В. Коновалова показали процесс нравственного воспитания, роста личности  принципиально по-новому. Так естественно и столь сильно, как мы давно уже не видели.
 Да, фильм адресован педагогам, воспитывающим музыкантов. Но его необходимо посмотреть каждому, кто мечтает быть настоящим Учителем или уже считает себя им.
— В. Курмаев, «Учительская газета№ 6 от 7 мая 1980

## Награды и премии
- приз за лучшую режиссуру фильма «На уроках Арама Ильича Хачатуряна. (Урок первый)» на VII Всесоюзном кинофестивале учебных фильмов в Шяуляе (1980)[34];
- медаль «За трудовое отличие» (22 августа 1986)[источник не указан 723 дня];
- Государственная премия СССР (1986) — за документально-публицистический фильм «Неру» совместного производства киностудии «Центрнаучфильм» и индийской студии «Филмз-Дивижн»[6];
- заслуженный деятель искусств РФ (9 июля 1998)[6].